# Lančov
Lančov (deutsch: Landschau) ist eine Gemeinde im Okres Znojmo (Bezirk Znaim), Jihomoravský kraj (Region Südmähren) in der Tschechischen Republik.

## Geographie
Der Ort liegt 30 Kilometer westlich von Znojmo und fünf Kilometer westnordwestlich von Vranov nad Dyji. Nachbarortschaften sind Vranov nad Dyjí, Bítov, Vysočany, Jazovice und Podmyče. Das Dorf selbst ist als ein Längsangerdorf angelegt.

## Geschichte
Die Anlage des Ortes und die bis zum Schicksalsjahr 1945 gesprochene Ui-Mundart (bairisch-österreichisch) mit ihren speziellen Kennwörtern weisen auf eine Besiedlung durch bayrische deutsche Stämme hin, wie sie um 1050, aber vor allem im 12/13. Jahrhundert erfolgte. In der ersten urkundlichen Erwähnung im Jahr 1323 wurde Landschau als Eigentum der Herrschaft Frain genannt, welche sich wiederum in landesfürstlichem Besitz befindet. Der Ort blieb bei der Herrschaft Frain bis zum Jahre 1848. Während der Hussitenkriege wurde der Ort geplündert und schwer verwüstet. Ab 1535 wird erwähnt, dass der Ort an seinem heutigen Standort neu erbaut wurde. 1552 wird die Frainer Herrschaft und damit auch Landschau an den mährischen Burggrafen Wolf Kraiger von Kraigk verkauft. Im Laufe der Jahrhunderte änderte sich die Schreibweise des Ortes mehrmals, so schrieb man 1516 "Lanczow", 1580 "Landszau" und 1672 "Landschaw".
Schon 1745 wird ein Schulmeister erwähnt. Seine Bezahlung besteht hauptsächlich aus Naturalien. 1777 wurde das erste richtige Schulhaus erbaut, dem 1868 ein neu errichtetes folgt.
Wann die erste Kirche erbaut wurde, ist unbekannt. Geweiht ist sie der Heiligen Maria Magdalena. Eine Pfarrei war bis zum Dreißigjährigen Krieg nachweisbar, während des Krieges wurde die Pfarrei zerstört. Erst am 18. Juni 1850 wird Lančov wieder zur Pfarre erhoben. Eine Feuersbrunst im Jahre 1840 zerstörte einen Teil des Ortes.
Die Gründung der Freiwilligen Feuerwehr erfolgte im Jahr 1907. Im Jahre 1910 vernichtet ein schwerer Hagel die Ernte im Ort. 1932 erhielt das Spritzenhaus einen 12 Meter hohen Schlauchturm und 1934 wurde die erste Motorspritze angeschafft. 1910 wird eine Raiffeisenkasse gegründet, die im Schulhaus untergebracht wird. Zwischen 1910 und 1914 besteht eine Milchgenossenschaft. In den 1920er-Jahren wird der Turnverein gegründet und in den 1930er Jahren folgte der bis 1938 bestehende Männergesangsverein. Außerdem bestand eine Musikkapelle. 1929 wird das Kriegerdenkmal für die Gefallenen des Ersten Weltkriegs geweiht.
Nach dem Ersten Weltkrieg kam der zuvor zu Österreich-Ungarn gehörende Ort, der 1910 fast ausschließlich von Deutschmährern bewohnt wurde, durch den Vertrag von Saint-Germain zur Tschechoslowakei. Nach dem Münchner Abkommen 1938 gehörte der Ort bis 1945 zum Reichsgau Niederdonau.
Im Zweiten Weltkrieg hatte der Ort 36 Opfer zu beklagen. Nach dem Ende des Zweiten Weltkrieges (8. Mai 1945) wurden die im Münchener Abkommen an Deutschland übertragenen Territorien, also auch Landschau, im Rückgriff auf den Vertrag von Saint-Germain wieder der Tschechoslowakei zugeordnet. Bis auf 16 Personen wurden alle deutschen Ortsbewohner am 27. Juni 1945 über die Grenze nach Felling in Niederösterreich vertrieben und die letzten 16 Personen im August 1946 nach Westdeutschland zwangsausgesiedelt.
Von den Vertriebenen konnten 22 Familien in Österreich verbleiben, die restlichen Landschauer wurden nach Deutschland weiter transferiert. Eine Familie wanderte nach Schweden aus.
Matriken werden seit 1658 geführt. Onlinesuche über das Landesarchiv Brünn.

## Wappen und Siegel
Das Dorfsiegel zeigt ein Herz mit sieben daraus hervorsprießenden Blüten und einer Umschrift. Das Siegel ist nachweisbar nach dem Dreißigjährigen Krieg verwendet worden.

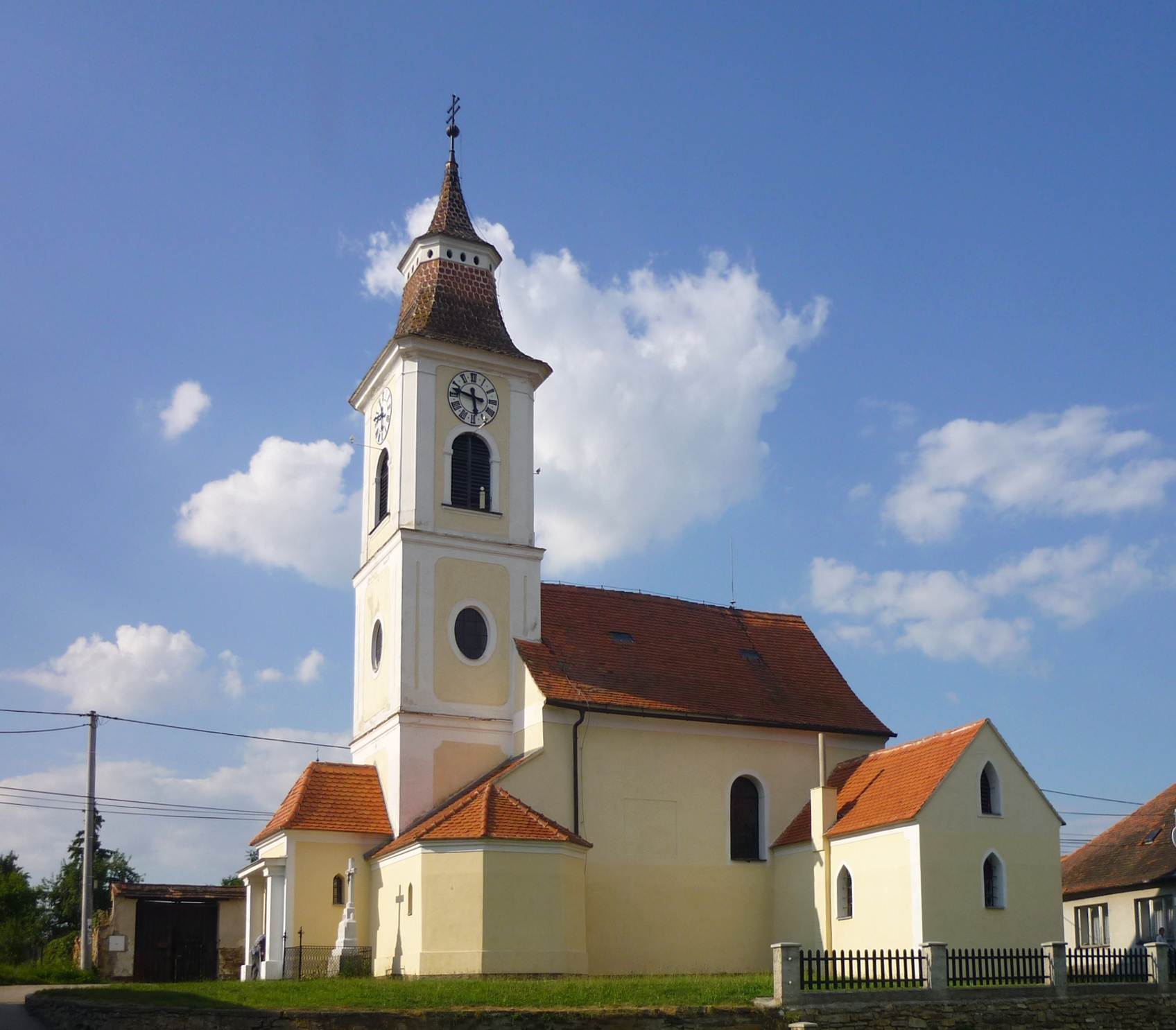
Pfarrkirche der hl. Maria Magdalena in Lančov

| Jahr | Einwohner | Deutsche | Tschechen |
| ---- | --------- | -------- | --------- |
| 1790 | 312       | k. A.    | k. A.     |
| 1834 | 350       | k. A.    | k. A.     |
| 1855 | 380       | k. A.    | k. A.     |
| 1880 | 427       | 417      | 10        |
| 1890 | 442       | 437      | 5         |
| 1900 | 429       | 420      | 9         |
| 1910 | 432       | 431      | 1         |
| 1921 | 454       | 418      | 36        |
| 1930 | 441       | 413      | 28        |
| 1939 | 761       | 761      | keine     |
| 1945 | 480       | 480      | keine     |
| 1961 | 327       | keine    | 327       |
| 1974 | 297       | keine    | 297       |
| 1992 | 257       | keine    | 257       |

## Sehenswürdigkeiten
- Pfarrkirche der hl. Maria Magdalena (1695/97) Altarbild von Josef Doré, renoviert im Jahre 1938
- Missionskreuz (1914)
- Statuen Hl. Florian und Wendelin (1825)
- Hl. Josef
- Hl. Dreifaltigkeit (1709)
- Kriegerdenkmal (1929)[12][13]

## Brauchtum
Reiches Brauchtum bestimmte den Jahresablauf der 1945/46 vertriebenen, deutschen Ortsbewohner:
- Alljährlich um die Pfingstzeit fand eine zweitägige Wallfahrt nach Maria Dreieichen bei Horn im Waldviertel mit einem 8-stündigen Fußmarsch statt.
- Anfang August eine weitere Wallfahrt zur Wallfahrtskirche Maria Schnee zwischen Drosendorf und Zissersdorf.

## Sagen aus dem Ort
- Einst ging nachts ein alter Mann aus Landschau nach Jasowitz. Außerhalb des Ortes tauchten plötzlich Lichter in der "Dorfwiesn" auf. Er ging darauf zu und verlor plötzlich die Orientierung und irrte durch die Nacht. Als es dämmerte, stand er überraschenderweise wieder vor Landschau.[14]
- Das Dorf Landschau liegt in einer Mulde, die im Westen von der "Jasowitzer Höhe", im Osten vom "Mühlhübel", im Norden von der "Vöttauer Höhe" und im Süden von der "Pomitscher Höhe" eingeschlossen wird. Steigt der Wanderer zu diesen Erhebungen empor, so kann er "in das Land schauen", daher der Ortsname Landschau.[15]
- Nach dem Dreißigjährigen Krieg war der Ort Landschau weitgehend ausgestorben. Darum verblieben einige Söldner im Ort. Dies ist der wahrscheinlich der Grund, warum es im Ort so viele "Gschekate und Rodhaarige" (=Sommersprossige und Rothaarige) gibt.[16]

## Söhne und Töchter der Gemeinde
- Adalbert (Franz) Fuchs (12. September 1868 – 15. November 1930). 1923 wurde er Abt von Stift Göttweig und wirkte auch als Historiker.